# إيلا بيكر
إيلا جوزفين بيكر (بالإنجليزية: Ella Baker) (وُلدت في الثالث عشر من شهر ديسمبر عام 1903 –توفيت في الثالث عشر من شهر ديسمبر عام 1986) هي ناشطة أمريكية من أصول أفريقية في مجالات حقوق الإنسان والحقوق المدنية. في مدينة نيويورك والجنوب الأمريكي، عملت بيكر إلى جانب أبرز قادة وناشطي الدفاع عن الحقوق المدنية في القرن العشرين، أمثال دبليو. إي. بي. دو بويز، ثورغود مارشال، أ. فيليب راندولف، مارتن لوثر كينغ الابن. أشرفت أيضاً على عددٍ من الناشطين الناشئين مثل دايان ناش وستوكلي كارمايكل وروزا باركس وبوب موزس، عندما كانوا قادة في لجنة التنسيق الطلابية اللاعنفية.
انتقدت بيكر القيادات المهنية والملهمة للجماهير، وروّجت للتنظيم الشعبي والديموقراطية الراديكالية وقدرة الشعب المضطهد على فهم عالمه وحقوقه والدفاع عن نفسه. توصلّت بيكر إلى تلك الرؤيا السياسية في ستينيات القرن الماضي عندما كانت المستشارة والاستراتيجية البارزة في لجنة التنسيق الطلابية اللاعنفية. صُنفت بيكر باعتبارها «إحدى أهم القادة الأمريكيين الأفريقيين في القرن العشرين، وربما أكثر النساء تأثيراً في حركة الحقوق المدنية». لا تُشتهر بيكر بانتقادها العنصرية المتجذرة في الثقافة الأمريكية فحسب، بل انتقادها التحيز الجنسي في صفوف حركة الحقوق المدنية.

## مطلع حياتها وتعليمها
وُلدت إيلا جو بيكر في الثالث عشر من شهر ديسمبر عام 1903 في نورفولك، بولاية فرجينيا، وترعرعت هناك. والداها هما جيورجينا (تُدعى آنا) وبليك بيكر. كانت إيلا الابنة الوسطى بين ثلاثة أطفال، شقيقها الأكبر بليك كورتيس وشقيقتها الصغرى ماغي. عمل والدها ضمن باخرة لذا كان غير متواجدٍ في المنزل أغلب الأوقات، بينما كانت والدتها تستقبل النزلاء لتحصل على المال. في عام 1910، شهدت نورفولك اضطرابات عنصرية هاجم خلالها رجال بيض العمالَ السودَ في حوض بناء السفن (المسفن). قررت والدتها اصطحاب عائلتها والعودة إلى ولاية نورث كارولاينا بينما استمرّ والدها بالعمل في شركة البواخر. كانت إيلا في السابعة من عمرها عندما عادت إلى بلدة والدتها الريفية قرب ليتلتون في نورث كارولاينا.
في مرحلة الطفولة، تأثرت إيلا بأمها كثيراً خلال نشأتها. فكان جدها ميتشل متوفٍ، أما عائلة والدها فكانت تسكن على بعد يومٍ من السفر. استمعت إيلا أثناء طفولتها إلى جدتها جوزفين إليزابيث (بيت) روس، فكانت الأخيرة تروي لها قصصاً عن العبودية، والسود الذين هاجروا من الجنوب هرباً من اضطهاد المجتمع. وفي عمرٍ مبكرٍ، استشعرت بيكر نوعاً من الغبن الاجتماعي، تحديداً عندما كانت تستمع لقصص جدتها المروّعة عن الحياة في العبودية، فتعرّضت جدتها سابقاً للضرب والجلد لأنها رفضت الزواج بعبدٍ آخر لم تكن تحبه، وأخبرت إيلا عن الحياة التي عاشتها النساء الأمريكيات من أصل أفريقي خلال تلك الفترة. ساهم اطلاع إيلا على تجارب الأمريكيين الأفارقة في تشكّل وعي وفهمٍ لديها تجاه الإجحاف الذي لا يزال السود يتعرضون له.
درست إيلا في جامعة شو في رالي، في ولاية نورث كارولاينا، وتخرجت منها بدرجة تفوق. بدأت إيلا أيضاً نشاطها في لجنة التنسيق الطلابية اللاعنفية أثناء دراستها في جامعة شو.

## مدينة نيويورك
عملت بيكر في منصب مساعد تحرير ضمن وكالة  أنباء الزنوج الوطنية. وفي عام 1930، أنشأ جورج شويلر رابطة الشباب الزنوج التعاونية. وشويلر هو صحفي أسود من أتباع الفلسفة اللاسلطوية. سعت الرابطة التي أسسها شويلر إلى تنمية القوة الاقتصادية للسود عن طريق الشبكات الجماعية. أجرت الرابطة أيضاً «مؤتمرات وورشات تدريبٍ في ثلاثينيات القرن الماضي سعياً لخلق نظام صغير متشابك من المجتمعات المتعاونة اقتصادياً عبر الولايات المتحدة» لتنمية الاقتصاد لدى السود. كانت بيكر صديقة شويلر، والتحقت بمجموعته عام 1931، وأصبحت مديرتها بعد فترة قصيرة.
عملت بيكر أيضاً ضمن مشروع تعليم العمال التابع لإدارة تطوير الأعمال، والتي تأسست بدورها بناءً على برنامج الصفقة الجديدة الذي صدر أثناء فترة رئاسة فرانكلين روزفلت. درّست بيكر عدداً من المواد المتعلقة بتعليم المستهلك وتاريخ العمالة والتاريخ الأفريقي. انخرطت بيكر في الجو السياسي والثقافي لحي هارلم في نيويورك خلال ثلاثينيات القرن الماضي. اعترضت أيضاً على الغزو الإيطالي لإثيوبيا ودعمت الحملة الهادفة لتحرير فتية سكوتسبورو، وهم مجموعة من المراهقين السود المتهمين باغتصاب امرأتين بيضاوتين. أنشأت بيكر نادي تاريخ الزنوج ضمن مكتبة هارلم، وحضرت بانتظام المحاضرات واللقاءات التي نظمتها رابطة الشباب الزنوج التعاونية.
خلال تلك الفترة، عاشت بيكر عند زميلها تي. جاي. (بوب) روبرتس وتزوجا لاحقاً، ثم تطلقا عام 1958. نادراً ما تحدّثت بيكر عن حياتها الخاصة أو وضعها الزوجي. ووفقاً لزميلتها الناشطة بينريس جونسون ريغون، حذت عدة نساء ضمن حركات الحقوق المدنية حذوها، وتعمدن إخفاء حياتهن الخاصة كي تُقبل عضويتهن في حركات الحقوق المدنية.
صادقت بيكر جون هنريك كلارك، والذي أصبح مدرسا وناشطاً. صادقت إيلا أيضاً باولي موري، والتي أصبحت كاتبة ومحامية تدافع عن الحقوق المدنية، وأشخاصاً آخرين جمعتهم بها علاقة صداقة طويلة الأمد. أثرت نهضة هارلم على أفكار وتعاليم بيكر. دعت بيكر إلى انتشار الحراك المحلي في عموم الولايات المتحدة باعتباره وسيلة لإحداث تغيير اجتماعي. وكان لتركيزها على منهج التنظيم الشعبي الساعي للحصول على الحقوق المتساوية أثرٌ على نمو ونجاح حركة الحقوق المدنية الحديثة في منتصف القرن العشرين.

### الجمعية الوطنية للنهوض بالملونين
في عام 1938، بدأ ارتباط بيكر الطويل بالجمعية الوطنية للنهوض بالملونين، والتي اتخذت من مدينة نيويورك مقراً لها في البداية. في شهر ديسمبر من عام 1940، بدأت بيكر العمل بصفتها أمين الجمعية. فسافرت إلى أماكن عديدة للترويج للمنظمة، وتحديداً إلى الجنوب الأمريكي، وعملت على تطويع الأفراد والحصول على الدعم المالي ونظمت عدداً من الدروس المحلية. تبوأت بيكر منصب مدير الأفرع عام 1943، وأصبحت بذلك أول امرأة تحصل على منصب رفيعٍ كهذا في الجمعية الوطنية للنهوض بالملونين. كانت بيكر امرأة جريئة، وآمنت بالمثل الداعية للمساواة بين البشر. ودفعَتْ إدارةَ الجمعية الوطنية للنهوض بالملونين نحو جعل البنية القيادية لا مركزية، وحثّت الجمعية على مساعدة أعضائها في المزيد من الحملات على المستوى المحلي.
آمنت بيكر أن قوة المنظمة تنمو من الأسفل إلى الأعلى وليس العكس. واعتقدت أن الأفرع ونشاطها هي الشريان الحيوي للجمعية الوطنية. ازدرت بيكر النخبوية ووضعت ثقتها في العديد من الأشخاص. واعتقدت أن حجر أساس أي منظمة تسعى للتغيير الاجتماعي لا يعتمد إطلاقاً على بلاغة وشخصيات القادة الذين يترأسون تلك المنظمة، بل الالتزام والعمل الجاد لكبار القادة والأعضاء الصغار، بالإضافة إلى نيّة هؤلاء الأعضاء وقدرتهم على الانخراط في عملية طرح النقاش والجدال وصنع القرار. أكدت بيكر على ضرورة انتماء الشباب والشابات في المنظمة.
عندما ارتحلت بيكر إلى الجنوب بتفويضٍ من الجمعية الوطنية للنهوض بالملونين، التقت مئات الأشخاص السود، وبنت معهم علاقات متينة. فنامت في بيوتهم وأكلت من طعامهم وألقت خطاباتها في كنائسهم وكسبت ثقتهم. بعثت أيضاً رسائلَ شكرٍ لهؤلاء الناس معبّرة فيها عن امتنانها. كان لهذا المنهج الشخصي في العمل السياسي دورٌ مهم في تحقيق مساعي بيكر المتمثلة بإدخال المزيد من الأعضاء، الرجال والنساء، ضمن المنظمة الوطنية للنهوض بالملونين. أنشأت بيكر شبكة من الناس في الجنوب، والتي أدت دوراً مهماً في استمرار النضال للحصول على الحقوق المدنية.
أدارت بيكر بين عامي 1944 و1946 مؤتمرات قيادة في العديد من المدن الكبرى، مثل شيكاغو وأتلانتا، فجعلت كبار المسؤولين يلقون محاضرات، ويقدمون عبارات ترحيبية ويُجرون ورشات عمل.
في عام 1946، أوَت بيكر ابنة أختها جاكي، التي لم تكن والدتها قادرة على رعايتها، ونظراً لمسؤولياتها الجديدة، تخلّت عن منصبها ذي الدوام الكامل في الجمعية الوطنية للنهوض بالملونين وبدأت العمل فيها كمتطوعة، والتحقت بعد فترة قصيرة بفرع الجمعية في نيويورك للعمل على القضايا المحلية التي تخص عنف الشرطة وإلغاء الفصل العنصري في المدارس، وترأست الفرع عام 1952، وتولّت في منصبها الجديد الإشراف على الأمناء الميدانيين وتنسيق عمل المكتب الوطني مع المجموعات المحلية، علماً أن أولوية بيكر العليا كانت التقليل من بيروقراطية المنظمة ومنح المزيد من السلطة للنساء فيها، ما تضمن تقليص الدور المهيمن لوالتر فرانسيس وايت كأمين تنفيذي.

### مؤتمر القيادة المسيحية الجنوبية (1957-1960)
توجهت بيكر لأتلانتا في يناير / كانون الثاني عام 1957 لتحضر مؤتمراً استهدف تطوير منظمة إقليمية جديدة تبني على نجاح مقاطعة حافلات مونتغمري في ألاباما، وبعد انعقاد مؤتمر ثانٍ في فبراير / شباط، تشكّل اتحاد القيادة المسيحية الجنوبية، وقد خُطّط له بداية كائتلاف تألف على نحو طليق من قادة كنسيين منخرطين في صراعات الحقوق المدنية في جميع أنحاء الجنوب، وأرادات هذه المجموعة التأكيد على استخدام الإجراءات غير العنيفة لتحقيق التقدم الاجتماعي والعدالة العرقية للسود الجنوبيين، فاعتزم أعضاؤها الاعتماد على كنائس السود الموجودة أصلاً في قلب مجتمعاتهم كقاعدة لدعمها، وكانت تعتمد قوتها على النشاطات السياسية للتوابع الكنسية المحلية، ورأى قادة اتحاد القيادة المسيحية الجنوبية في أنفسهم الذراع السياسية لكنيسة السود.
ظهر اتحاد القيادة المسيحية الجنوبية لأول مرة كمنظمة على العلن في رحلة الصلاة للحرية عام 1957، وكانت بيكر إحدى المنظمين الثلاثة الرئيسيين لهذا الحدث واسع النطاق، وقد أثبتت قدرتها على تأييد الجوانب التنظيمية المتعاكسة، متجاهلة المزاحمات والعراكات وحادّة منها، وتجلى مشروع المؤتمر الأول في حملة المواطنة عام 1958، والتي دعمت تسجيل الناخبين لزيادة عدد الأمريكيين منهم من أصول أفريقية من أجل انتخابات عامي 1958 و1960، وعُيّنت بيكر مديرةً مشاركة، لتكون أول موظف/ة في اتحاد القيادة المسيحية الجنوبية، بينما أصبح الموقر جون تيلي أول مدير تنفيذي. عملت بيكر عن كثب مع ناشطي الحقوق المدنية الجنوبين في جورجيا، وألاباما وميسيسيبي، وحصلت على التقدير لإمكانيتها التنظيمية، وساعدت في إطلاق حملات لتجسيل الناخبين واستعراف الشكاوى المحلية الأخرى، وتضمنت استراتيجيات الاتحاد التعليم والمواعظ الدينية في الكنائس، بالإضافة إلى جهوده المبذولة لإنشاء مراكز شعبية تؤكد على أهمية الانتخاب، وكذلك خطط أعضائه للاعتماد على قانون الحقوق المدنية لعام 1957 لحماية الناخبين المحليين. وعلى الرغم من فشل المشروع في تحقيق أهدافه المباشرة، فإنه قد وضع أساسات لتمكين المراكز المحلية للناشطين لتأسيس حركة جماهيرية للانتخاب على امتداد الجنوب، وبعد استقالة جون تيلي من منصبه كمدير لاتحاد القيادة المسيحية الجنوبية، عاشت بيكر في أتلانتا وعملت لعامين ونصف كمديرة تنفيذية مؤقتة حتى استلام الموقر وايات تي ووكر في أبريل / نيسان عام 1960.
لقد كان عمل بيكر لدى اتحاد القيادة المسيحية الجنوبية محبطاً أكثر من كونه مثمراً، إذ لم تكن مستقرة سياسياً، ولا جسدياً ولا عاطفياً، ولم تمتلك أي حلفاء ثابتين في المكتب، ويشير المؤرخ توماس ف. جاكسون أن بيكر انتقدت المنظمة لـ«تبطاؤها المبرمج وابتعاد الملك عن الشعب (إشارة إلى قياديي المنظمة)، واختتمت بأن الملك كان واعظاً أفضل من المناضل الديموقراطي.»